# Stadio dell'Amicizia
Lo stadio dell'Amicizia-Generale Mathieu Kérékou (in francese Stade de l'Amitié-Général Mathieu Kérékou) è il principale impianto sportivo polivalente di Cotonou, la più grande città del Benin. Ospita le partite interne della nazionale di calcio del Benin.

## Storia
Lo stadio è stato costruito interamente con fondi della Repubblica Popolare Cinese. Fu inaugurato nel novembre 1982.
Nel 2007 fu dichiarato non conforme alle norme FIFA. Per questa ragione l'anno seguente sono stati realizzati una serie di ammodernamenti tra cui nuovi spogliatoi, bagni e tribuna stampa. Come conseguenza la sanzione fu tolta nel maggio 2008.
Il 10 dicembre 2015 su iniziativa del presidente beninese Yayi Boni, lo stadio è stato intitolato all'ex presidente Mathieu Kérékou.